# Leen Van den Bossche
Leen Van den Bossche is een personage in de VTM-televisieserie Familie. Cathérine Kools werd in 2013 haar derde vertolkster.
Aanvankelijk vertolkte Saskia Raë de rol van Leen, tot ze in 2006 omwille van een tijdsprong werd vervangen door Ruth Bastiaensen. In 2011 verdween het personage uit de soap, maar sinds 19 april 2013 zette Cathérine Kools de rol verder.

## Overzicht
Leen is de tweede dochter van Jan Van den Bossche en zijn eerste kind samen met Nele Van Winckel. Ze heeft een broer Maarten en is de halfzus van Bart, Mieke en Guido.
Aan haar onbezonnen jeugd kwam abrupt een einde wanneer ze werd verkracht door Wilfried, de nieuwe vriend van haar moeder. Nele kwam hierachter en schoot de man dood, waarna ze achter de tralies belandde. Sindsdien is Linda een tweede moeder voor haar.
Nadat Leen haar schoonzus Brenda Vermeir moest helpen bevallen, besloot ze dokter te worden. Ze bracht haar studies tot een goed einde en ging stage lopen in het ziekenhuis, waar ze verliefd werd op haar stagemeester Paul Jacobs. De twee zouden trouwen, tot Leen ontdekte dat Paul haar bedroog met Mieke. Nadien werd ze obsessief verliefd op diensthoofd Victor Praet.
Wanneer een vrouw niet door Leen gered kan worden, slaan de stoppen van haar man door en probeert hij Leen te wurgen, waarna hij haar in zijn razernij tegen de vlakte duwt. Leen loopt een schedelbreuk op en haar leven hangt even aan een zijden draadje. Na deze gebeurtenissen trekt Leen een tijdje naar het buitenland om er te gaan bezinnen over haar toekomst.
Enkele maanden later keert Leen terug. Ze moet nu aan haar specialisatiejaren beginnen, maar heeft geen idee welke richting ze uit wil. Het liefst van al zou ze de stageplaats van internist innemen in het plaatselijke ziekenhuis. Die plek is ook vrij, maar ze wil door Victor zelf gevraagd worden, wat niet gebeurt. Uiteindelijk ziet Victor in dat hij de verkeerde keuze heeft gemaakt en vraagt hij haar dan toch om opnieuw voor hem te komen werken. Te laat, want Leen heeft eindelijk de knoop doorgehakt. Ze verhuist naar de Verenigde Staten, waar ze zich zal specialiseren in hartchirurgie.
Na twee jaar keert Leen halsoverkop terug naar Vlaanderen. Ze is zwanger, maar heeft geen contact meer met de vader. Ze wil het kind graag een goede opvoeding geven en besluit daarom haar specialisatiestudies af te breken en een huisartsenpraktijk uit de grond te stampen. Op de dag van het buurtfeest merkt Leen dat haar water gebroken is. Door een file vanwege het buurtfeest moet ze bevallen in de auto. Daar bevalt Leen van een zoon: Arthur. 
Leen start een relatie met Faroud Kir. De job van Faroud bij de Staatsveiligheid zorgt voor spanningen in de relatie. Omdat ze niet langer alleen wil leven tijdens de undercoveropdrachten van Faroud, besluit Leen uiteindelijk om haar huisartsenpraktijk op te geven en bij Jan en Linda in te trekken. Later raakt Leen verslaafd aan geneesmiddelen er wordt daardoor geschorst als dokter. Ze krijgt een aanbod om medisch werk te gaan doen in Afrika en vertrekt samen met Faroud en Arthur.
In mei 2024 keert Leen na zes jaar even terug naar België om een familiereünie bij te wonen, die zal plaatsvinden eind juni. Intussen zijn Leen en Faroud uit elkaar, maar ze zijn nog wel heel goed bevriend met elkaar. Leen ontmoet Joris, de nieuwe vriend van Mieke. Wat echter niemand weet is dat Joris eigenlijk Bert is die plastische chirurgie heeft ondergaan en bezig is met een plan om wraak te nemen op de hele familie. Wanneer Leen hem gaat bezoeken om haar te excuseren na een verkeerde grap die ze onbewust maakte, vindt ze enkele papieren van de ingreep in zijn appartement en ontdekt ze zo de ware identiteit van Joris. Joris betrapt en vermoordt haar om te voorkomen dat ze de familie kan inlichten en hij laat het erop lijken dat Leen halsoverkop terug naar Afrika is vertrokken.